# Hymenophyllum adiantoides
Hymenophyllum adiantoides är en hinnbräkenväxtart som beskrevs av V. d. Bosch. Hymenophyllum adiantoides ingår i släktet Hymenophyllum och familjen Hymenophyllaceae. Inga underarter finns listade.